# NGC 5350
NGC 5350 este o galaxie spirală situată în constelația Câinii de Vânătoare. A fost descoperită în 14 ianuarie 1788 de către William Herschel. Se află la o distanță de 26,42 de megaparseci de Pământ.